# マカオ半島
マカオ半島（マカオはんとう）は、中華人民共和国マカオ特別行政区にある半島。

## 概要
ポルトガルの植民地として最も古く、最も人口の多い地域であった。
面積は8.5平方キロメートルで、本土の珠海市と接する。
また、マカオのタイパ島と三本の橋、嘉楽庇総督大橋、澳門友誼大橋、および西湾大橋によって行き来できる。

## 地図

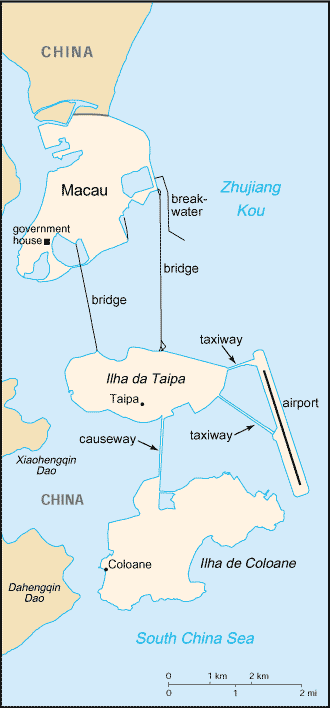